# Chilogrammo forza per centimetro quadrato
Il chilogrammo forza per centimetro quadrato (kgf/cm²), o semplicemente chilogrammo per centimetro quadrato (kg/cm²), abbreviato anche con la sigla ksc (kilogram-force per square centimetre), è un'unità tecnica di misura della pressione non facente parte del Sistema Internazionale. 1 kgf/cm² equivale alla misura in unità SI di 98,0665 kPa.
Viene anche chiamata atmosfera tecnica (ata) per distinguerla dalla atmosfera fisica (atm).

## Conversioni
Equivalenze con altre unità di pressione
| 1 kgf/cm² | 98066,5 Pa   |
| 1 kgf/cm² | 0,980665 bar |
| 1 kgf/cm² | 735,559 Torr |
| 1 kgf/cm² | 735,559 mmHg |
| 1 kgf/cm² | 0,967841 atm |